# Клочко, Николай Антонович
Николай Антонович Клочко (1907—1981) — подполковник Советской Армии, участник Великой Отечественной войны, Герой Советского Союза (1945).

## Биография
Николай Клочко родился 19 сентября 1907 года в селе Воронеж (ныне — посёлок в Шосткинском районе Сумской области Украины). После окончания начальной школы работал телефонно-телеграфным мастером на шахте в Сталинской области. В 1929 году Клочко был призван на службу в Рабоче-крестьянскую Красную Армию. В 1933 году он окончил Харьковскую военную авиационную школу лётчиков и лётнабов. Участвовал в боях советско-финской войны. С сентября 1941 года — на фронтах Великой Отечественной войны. Принимал участие в боях на Ленинградском, Калининском и 3-м Белорусском фронтах, неоднократно был ранен.
К концу войны майор Николай Клочко был лётчиком-инспектором по технике пилотирования 276-й бомбардировочной авиадивизии 1-й воздушной армии 3-го Белорусского фронта. За время своего участия в боях он совершил 192 боевых вылета на бомбардировку скоплений боевой техники и живой силы противника, его важных военных объектов, нанеся ему большой урон.
Указом Президиума Верховного Совета СССР от 29 июня 1945 года за «образцовое выполнение боевых заданий командования на фронте борьбы с немецкими захватчиками и проявленные при этом мужество и героизм» майор Николай Клочко был удостоен высокого звания Героя Советского Союза с вручением ордена Ленина и медали «Золотая Звезда» за номером 6352.
После окончания войны Клочко продолжил службу в Советской Армии. В 1951 году он окончил Высшие офицерские лётно-тактические курсы. В 1954 году в звании подполковника Клочко был уволен в запас. Проживал в Ленинграде. Умер 8 апреля 1981 года.
Был также награждён четырьмя орденами Красного Знамени, орденами Александра Невского и Отечественной войны 1-й степени, двумя орденами Красной Звезды, рядом медалей.

## Примечания

Могила Клочко на Северном кладбище Санкт-Петербурга.